# Wichtrach
Wichtrach – gmina (niem. Einwohnergemeinde) w Szwajcarii, w kantonie Berno, w regionie administracyjnym Bern-Mittelland, w okręgu Bern-Mittelland. 31 grudnia 2022 liczyła 4350 mieszkańców. Powstała 1 stycznia 2004 z połączenia gmin Niederwichtrach oraz Oberwichtrach.

## Transport
Przez teren gminy przebiega autostrada A6 oraz droga główna nr 6.